# Grimaud

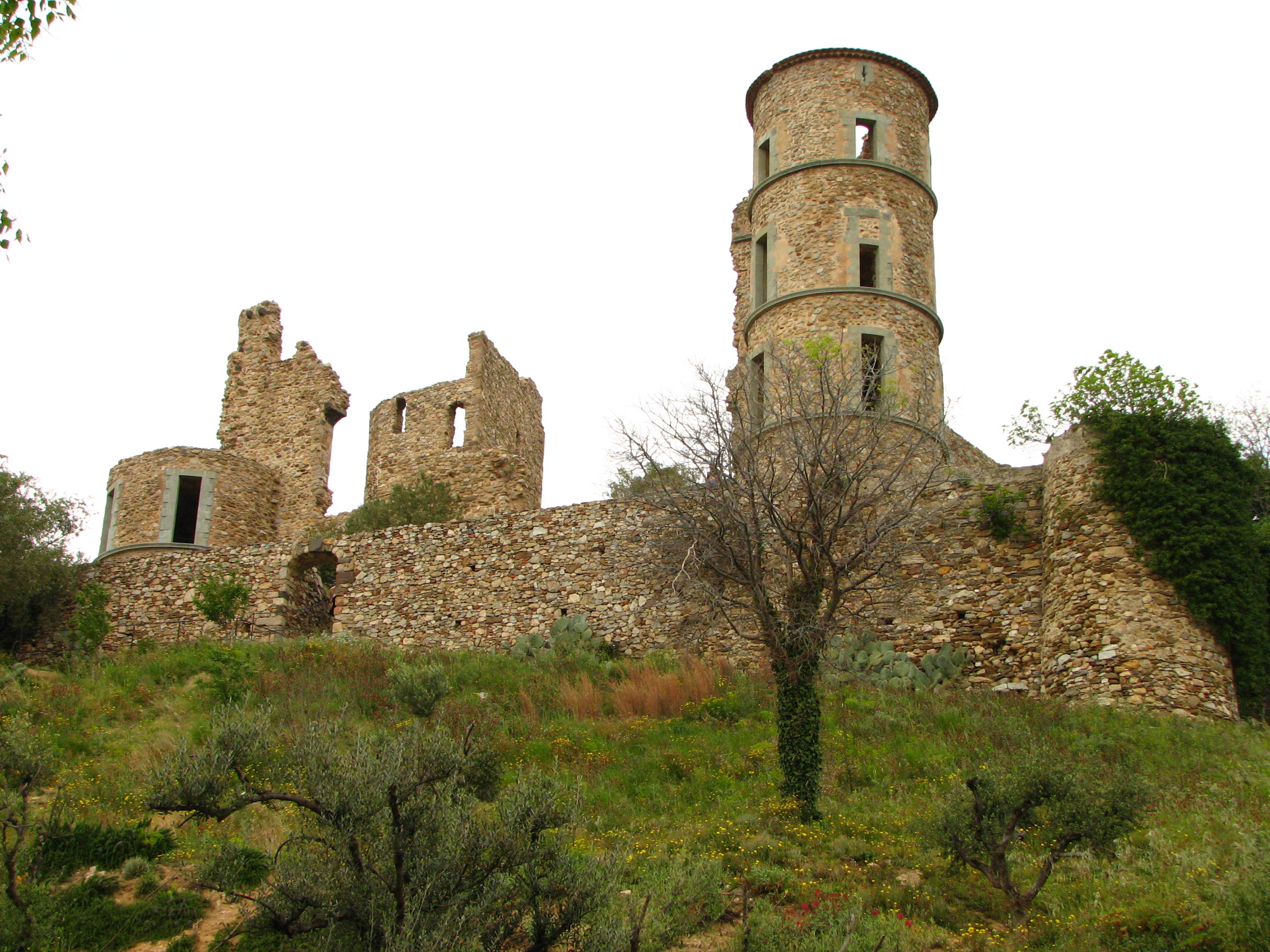
Grimaud, Zamek

Grimaud – miejscowość i gmina we Francji, w regionie Prowansja-Alpy-Lazurowe Wybrzeże, w departamencie Var.
Według danych na rok 1990 gminę zamieszkiwały 3322 osoby, a gęstość zaludnienia wynosiła 75 osób/km² (wśród 963 gmin regionu Prowansja-Alpy-W. Lazurowe Grimaud plasuje się na 185. miejscu pod względem liczby ludności, natomiast pod względem powierzchni na miejscu 173.).